# Popolnah
Popolnah es localidad en el municipio de Tizimín, estado de Yucatán, en México.

## Toponimia
El nombre (Popolnah) proviene del idioma maya, en donde Popol significa 'reunión', 'comunidad' Y Nah, Casa, Vivienda, lo que en conjunto significa  "casas agrupadas"

## Datos históricos
- La historia comenzó en el año 1958, sus inicios de Popolnah recibió el nombre de Nachi Cocom, y la región donde se asentó eran montes altos abarcados como latifundios por la industria maderera de Colonia Yucatán, cuyo dueño, el Ing. Enrique Rodríguez, explotaba las grandes extensiones de tierra del sitio donde abundaban maderas preciosas como el cedro y el pich.

Liderados por Anastacio Tec Nahuáth, entre los años 58 y 59 emigraron campesinos de distintos lugares de Yucatán y Quintana Roo buscando un lugar para vivir y trabajar la tierra, indicó el profesor. Al asentarse en los terrenos de la maderera, el dueño solicitó apoyo de soldados del 36º Batallón de Infantería de Valladolid para deshacerse de ellos. Estos campesinos trabajadores de campo lejos de tener miedo siguieron trabajando más dura, durante la lucha no abandonaron sus tierras, al contrario hicieron los trámites para seguir en pie de lucha, a sus compatriotas que siempre han entrado de noche o de madrugada de * a celebrar reuniones con esos hombres diciéndoles que sigan trabajando, no abandonen esos lugares y no tengan miedo, por esta causa los agentes soldados y el Ing. Rodríguez cambió de estrategia y giraron orden de aprehensión sobre Tec Nahuáth que lo aprehenden y lo meten a la cárcel en Valladolid”.
La lucha de unos 4 años aproximadamente culminó tras la visita del expresidente López Mateos, acompañado del gobernador, Agustín Franco Aguilar, y otros funcionarios, el 19 de enero de 1962, declarando paz a los pobladores y entregándoles las tierras oficialmente. Para ese entonces se habían construido 400 casas.
Situada a 80 kilómetros de la cabecera municipal, hoy Popolnah cuenta con escuelas de nivel básico y medio superior y residen en la comisaría cerca de 4 mil habitantes. Incluso, desde hace varios años se comenta que debería ser un municipio libre o autónomo, pues rebasa en censo poblacional a los puertos de San Felipe y Río Lagartos.
Inf. DCCh.